# سوزان اچ
سوزان اچ (انگلیسی: Susan Auch؛ زادهٔ ۱ مارس ۱۹۶۶) اسکیت‌باز سرعت، و اسکیت‌باز سرعت، اهل کانادا است.